# Йоаким Корчански
Йоаким (на гръцки: Ιωακείμ) е православен духовник, митрополит на Вселенската патриаршия.

## Биография
През март 1779 година Йоким е избран и по-късно ръкоположен за митрополит на Патриаршията в Корчанската епархия. Йоаким приеман титлата Корчански и Москополски (Κορυτσάς και Μοσχοπόλεως) по името на процъфтяващия влашки град в епархията Москополе. На 2 юни 1790 година подава оставка.
Преди 1799 година се оттегля в светогорския манастир Симонопетра, където заема длъжността пазител на съкровищницата. Умира около 1812 година.